# Sakae (Nagano)
Pour les articles homonymes, voir Sakae (homonymie).
Sakae (栄村, Sakae-mura) est un village du district de Shimominochi, dans la préfecture de Nagano, au Japon.

## Géographie

### situation
Sakae est situé dans le nord-est de la préfecture de Nagano, au Japon.

### climat
Le village se situe dans une des zones les plus fortement enneigées de l'archipel, et détient le record d'enneigement mesuré au Japon avec 7,85 mètres de neige le 12 février 1945 .

### Démographie
Au 1er juin 2016, la population de Sakae s'élevait à 1 900 habitants répartis sur une superficie de 271,66 km2.

### Hydrographie
Le village de Sakae est traversé par le fleuve Chikuma.

## Transports
Sakae est desservi par la ligne Iiyama de la JR East.